# Sâmara

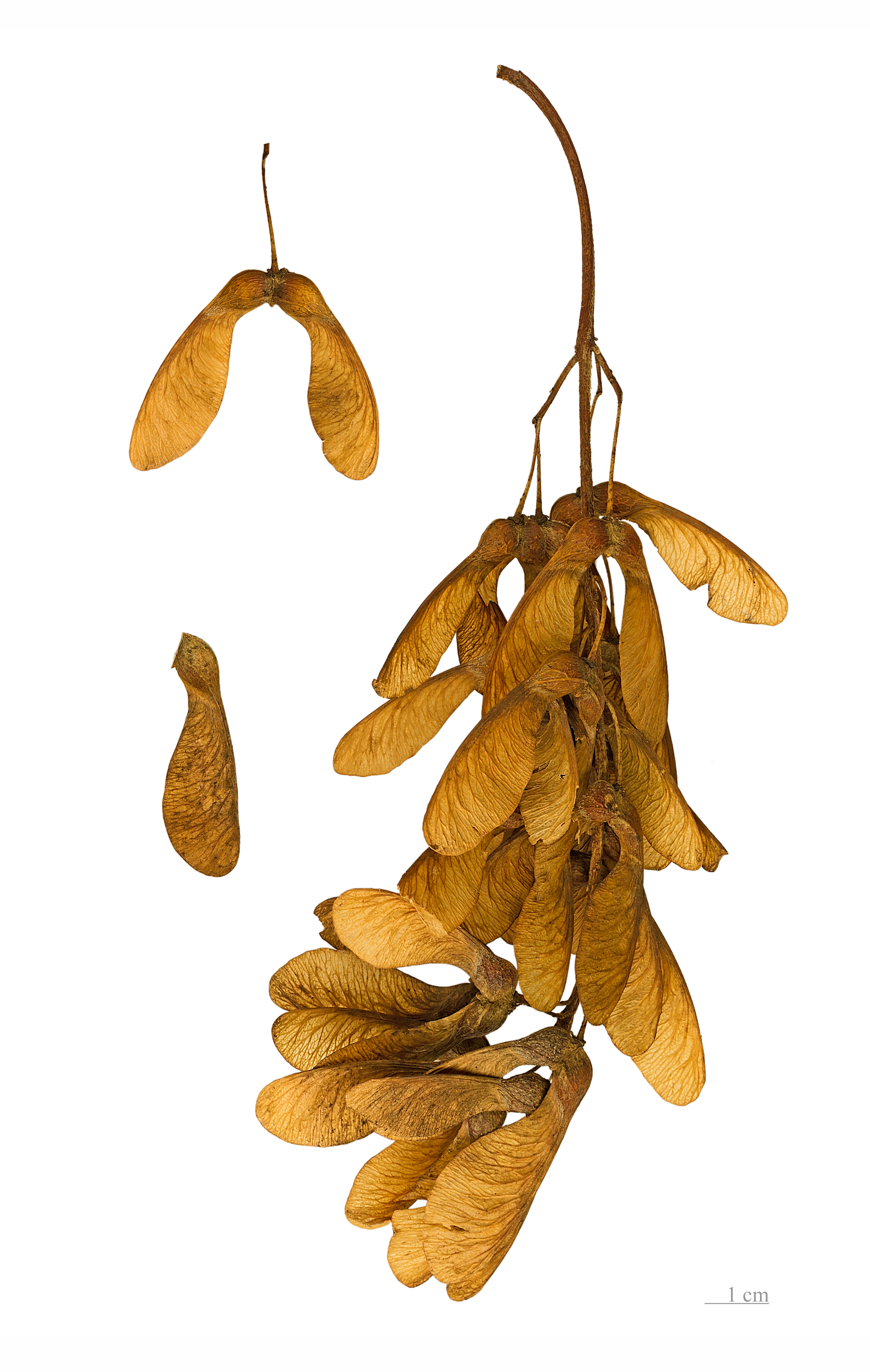
Sâmaras de bordo no Museu de Toulouse

Sâmara  é um tipo de fruto identificado pela sua forma, mais do que pela sua estrutura carpelar (ao contrário de outros frutos, como legume, aquênio, ou folículo). São frutos normalmente secos, indeiscentes, com uma ou duas alas membranosas associadas à região do lóculo, onde encontra-se uma só semente. As sâmaras, por causa destas alas, exercem um movimento helicoidal enquanto em queda, possibilitando que mesmo frutos e sementes de tamanho considerável possam ser deslocados pelo vento antes de tocar o solo.
As sâmaras são frutos característicos de muitos gêneros das famílias Malpighiaceae, Sapindaceae e algumas Fabaceae, por exemplo o amendoim-bravo.
Frutos samaroides não devem ser confundidos com sementes aladas, como as de pinheiros ou ipês, com morfologia semelhante. O termo "sâmara" é referido corretamente apenas aos frutos.

## Etimologia
"Sâmara" procede do latim samara, "semente do olmo".